# 324 Bamberga
324 Bamberga este un asteroid din centura principală, descoperit pe 25 februarie 1892, de Johann Palisa.